# IC 1823
IC 1823 — галактика типу SBc () у сузір'ї Трикутник.
Цей об'єкт міститься в оригінальній редакції індексного каталогу.